# Jalmari Jaakkola
Kaarle Jalmari Jaakkola, född den 1 januari 1885 i Euraåminne, död den 12 februari 1964 i Helsingfors, var en finsk historiker och professor i nordisk historia vid Helsingfors universitet 1932–1954.

## Biografi
Redan i doktorsavhandlingen Pyhän Eerikin pyhimystraditsionin, kultin ja legendan synty (1931) beträdde Jaakkola det forskningsområde han kom att ägna sina mest betydande forskningar, den finska medeltidshistorien. Jalmari Jaakkola var den finsknationella skolans största namn. Utmärkande för de arbeten som han utgav är den starkt konstruktiva fantasin och den hårda pressningen av ett sprött källmaterial. Skildringarna är därför oftast intressanta och nyorienterande men inte sällan osäkra till sina resultat. Den tes som bland annat drivs är betydelsen av den internationella kyrkans och det finska folkets egna insatser i den medeltida kulturella och politiska utvecklingen i Finland och en motsvarande nedvärdering av de svenska insatserna. Själv betraktade han sig inte bara som forskare, utan också som en visionär, vilket medförde att han ofta kritiserades för alltför långtgående tolkningar. Det medeltida Finland var för honom en kamp mellan öst och väst, där de finska stammarna stod som en sista utpost mot det slaviska trycket från Novgorod. Jaakkolas uppfattningar ligger fast förankrade i 1920- och 1930-talens ideologiska tankevärld, och senare forskning har i många fall kritiserat och reviderat hans produktion.
En sammanfattning av Jaakkolas syn på Finlands medeltida problem föreligger i skriften Suomen sydänkeskiaika (1944).
Dagens medeltidsforskning omfattar flera olika vetenskaper, och det säger sig självt att en och samma forskare inte kan behärska hela fältet. En modern framställning av Finlands medeltidshistoria skiljer sig därför från Jaakkolas vision genom att den närmast är ett försök att skapa en helhetsbild utgående från flera olika forskares rön.

## Utmärkelser
- Kommendörstecknet av Finlands Vita Ros’ orden,  1941[3]
- Kommendörstecknet av I klass av Finlands Lejons orden,  1954[3]

[Redigera Wikidata]